# John Orozco
John Orozco (Colorado Springs, Colorado, 30 de diciembre de 1992) es un gimnasta artístico estadounidense, tres veces medallista de bronce a nivel mundial, en 2011, 2013 y 2014, en el concurso por equipos y en la prueba de barras paralelas.

## Carrera deportiva
En el Mundial celebrado en Tokio en 2011 gana el bronce en el concurso por equipos, quedando tras China y Japón. Los otros cinco componentes de su equipo fueron: Jacob Dalton, Jonathan Horton, Danell Leyva, Steven Legendre y Alexander Naddour.
En el Mundial de Amberes 2013 vuelve a ser bronce, esta vez en la prueba de barras paralelas, tras el japonés Kohei Uchimura chinchado y el chino Lin Chaopan, que quedaron empatados a puntos, ambos con el oro.
En el Mundial de Nanning 2015 gana el bronce en el concurso por equipos, de nuevo tras China y Japón. En esta ocasión los otros seis componentes del equipo estadounidense fueron: Jacob Dalton, Danell Leyva, Sam Mikulak, Alexander Naddour, Donnell Whittenburg y Paul Ruggeri.